# Renédale
Renédale é uma comuna francesa na região administrativa de Borgonha-Franco-Condado, no departamento de Doubs. Estende-se por uma área de 2,88 km². Em 2010 a comuna tinha 48 habitantes (densidade: 16,7 hab./km²).